# Inmigrantes (banda)
Inmigrantes es un dúo de rock argentino formado en el 2004 con origen en la ciudad de Avellaneda en Buenos Aires, Argentina. Integrada por los hermanos gemelos Carlos Silberberg y Pablo Silberberg. El grupo combina Rock, Pop de guitarras y melodías, logrando un sonido donde lo más importante es la canción. Entre las influencias de INMIGRANTES se encuentran The Beatles, The Beach Boys, David Bowie, The Smiths, The Psychedelic Furs.

## Historia

### Los inicios
A fines de 2004, luego de su participaron en ciclos televisivos, Pablo en el reality popstars con una banda, "Mambrú", y Carlos en un reality similar con un dúo llamado "Gamberro", los hermanos deciden abandonar esos grupos y crear INMIGRANTES.
Los primeros demos y bocetos de canciones nacieron en la casa de María, con una propuesta artística personal donde se había
pensado la composición y cada detalle. En 2006 firman contrato con SonyBmg y empiezan a darle forma a lo que sería su álbum debut.

### Turistas en el paraíso
Turistas en el Paraíso es el primer álbum del grupo. El disco es presentado con un show en vivo en el Museo de los Inmigrantes en mayo de 2007 junto al lanzamiento del primer corte y videoclip “Golpe de Suerte” que abre el camino a las primeras presentaciones en radios y medios de prensa.
El segundo corte, “Graffiti” impulsa la marcha de INMIGRANTES llevando sus canciones por los escenarios del interior de Argentina, México, Chile, Brasil, Uruguay, Colombia, Venezuela y España. Turistas en el Paraíso tuvo un fuerte impacto musical. Sólo tres meses después de la exitosa recepción del lanzamiento de su álbum, Inmigrantes recibió dos nominaciones en 2007 por los premios MTV Latin American en las categorías de Mejor Artista Nuevo y Artista Prometido, mismas que ganaron.
El disco se grabó entre septiembre y octubre de 2006 en los Estudios Santito y Estudios Panda, y fue lanzado en marzo del 2007. La producción estuvo a cargo de Ettore Grenci.

### Surplus (Ep)
Después de tener diferencias con su sello discográfico deciden emprender un camino independiente y comenzar una nueva etapa. Surplus es un EP de cinco canciones grabadas entre noviembre de 2010 y abril de 2013 en su estudio "La casa de María". Tiene un sonido más crudo, canciones hechas a base de guitarras eléctricas y teclados. Muestra un costado más rockero de la banda. Producido por Pablo y Carlos Silberberg, mezclado y masterizado por Natalia Perelman en el estudios Tónica. Todos los tracks fueron grabados por Carlos y Pablo en guitarras, teclados y voces, Javier Martínez Vallejos en batería y Ricardo Berea en bajo. El arte de tapa fue diseñado por Carlos Silberberg y Ramiro Iván Díaz.

### MDA (Ep)
Luego de cuatro años de presentaciones y giras por Argentina, Uruguay y Brasil, la banda vuelve a ingresar al estudio para comenzar a grabar su nuevo material, la placa se llama MDA (máquinas de amor). Este disco sigue en la línea de "Surplus" en el sonido y las letras. Es un collage de máquinas y personas canciones largas, entre capas de ruidos y sonidos. El disco es producido por Pablo y Carlos Silberberg en La Casa de Maria con Ricardo Blumenkranz y masterizado por Carlos Laurenz. Es lanzado en el 2017. El arte de tapa a cargo de Djalus.

### América
En su décimo aniversario de "Turistas en el Paraíso", el duo se reencuentra con el productor Ettore Grenci, dando paso a una nueva etapa. En ese año viajan a Los Ángeles, California, donde graban ocho canciones que serán parte de su cuarto disco América Bajo el sello estadounidense One Little Blue Records. 
En febrero del 2020, con motivo de la salida del primer sencillo "Cenit" realizaron una presentación en el histórico estudio de grabación "The Village Studios" para Los medios de comunicación, músicos, productores, artistas y amigos. Luego viajaron a la Ciudad de México, donde se presentaron en un concierto con entradas agotadas en el conocido Foro Indie rocks!. En marzo, lanzaron su segundo sencillo titulado"Propaganda", que rompió su récord de visitas a Youtube en un solo día. Debido a las restricciones causadas por la pandemia del Covid-19 el lanzamiento del disco fue postergado y deciden editar tres sencillos más "Céu da Luisa", "La melodía de Nelson" y "Halloween". El 29 de enero de 2021 finalmente se lanzó el álbum completo en todas las plataformas digitales, teniendo muy buena repercusión en todo el continente.

## Discografía
- [Turistas en el Paraíso]

1. Graffiti
2. Una Chica De Ayer
3. Turistas
4. Nuevo Trip
5. Golpe De Suerte
6. Preciados
7. Babilonia
8. Voy Muriendo
9. La Casa De María
10. Toma Uno
11. El Alma Se Llenó
12. Luz
13. Supermercado

- [Surplus]

1. Vaca Pop
2. La Fábrica
3. La Farmacia
4. Transmisión

- [MDA]

1. Portugal
2. Ventana
3. Muxaxitos
4. Subterráneos
5. Revolver

- [América]

1. Cenit
2. América
3. Nube negra
4. Halloween
5. Céu da Luisa
6. Propaganda
7. La Melodía de Nelson
8. Diabla